# Mordellochroa humerosa
Mordellochroa humerosa là một loài bọ cánh cứng trong họ Mordellidae. Loài này được Rosenhauer miêu tả khoa học năm 1847.